# Pablo Sabbag
Pablo David Sabbag Daccarett (Barranquilla, 11 giugno 1997) è un calciatore siriano con cittadinanza colombiana, attaccante del Suwon e della nazionale siriana.

## Caratteristiche tecniche
È un centravanti.

## Carriera

### Club
Cresciuto nelle giovanili del Deportivo Cali, ha esordito il 18 febbraio 2016 in occasione del match di campionato vinto 1-0 contro il Fortaleza C.E.I.F..

### Nazionale
Nel 2023 ha partecipato alla Coppa d'Asia con la nazionale siriana.

## Statistiche

### Presenze e reti nei club
Statistiche aggiornate al 22 agosto 2018.
| Stagione        | Squadra         | Campionato      | Campionato | Campionato | Coppe nazionali | Coppe nazionali | Coppe nazionali | Coppe continentali | Coppe continentali | Coppe continentali | Altre coppe | Altre coppe | Altre coppe | Totale | Totale | Totale |
| Stagione        | Squadra         | Comp            | Pres       | Reti       | Comp            | Pres            | Reti            | Comp               | Pres               | Reti               | Comp        | Pres        | Reti        | Pres   | Reti   |        |
| --------------- | --------------- | --------------- | ---------- | ---------- | --------------- | --------------- | --------------- | ------------------ | ------------------ | ------------------ | ----------- | ----------- | ----------- | ------ | ------ | ------ |
| 2016            | Deportivo Cali  | A               | 1          | 0          | CC              | 0               | 0               |                    | -                  | -                  |             | -           | -           | 1      | 0      |        |
| 2016            | Orsomarso       | B               | 13         | 2          | CC              | 0               | 0               |                    | -                  | -                  |             | -           | -           | 13     | 2      |        |
| 2017            | Deportivo Cali  | A               | 11         | 1          | CC              | 5               | 3               | CS                 | 1                  | 0                  |             | -           | -           | 17     | 4      |        |
| 2018            | Deportivo Cali  | A               | 13         | 2          | CC              | 0               | 0               | CS                 | 1                  | 0                  |             | -           | -           | 14     | 2      |        |
| 2018-2019       | Tondela         | PL              | 5          | 1          | CP+CdL          | 0+2             | 0               |                    | -                  | -                  |             | -           | -           | 7      | 1      |        |
| Totale carriera | Totale carriera | Totale carriera | 43         | 6          |                 | 7               | 3               |                    | 2                  | 0                  |             | -           | -           | 52     | 9      |        |